# 青州巫公庄屋
青州巫公庄屋，位于中国福建省清流县嵩溪镇农科村，为祭奠巫氏先祖巫罗俊所建，原在宁化县，后随巫罗俊墓迁到嵩溪，现存建筑建于清雍正年间（1723—1735年），之后从未修缮。由围墙、大门、门厅、天井、正堂及护厝等部分组成，占地面积200余平方米。2009年11月16日公布为第七批福建省文物保护单位。